# Karl Vossler
Karl Vossler (né le 6 septembre 1872 à Hohenheim (Stuttgart) et mort le 18 mai 1949 à Munich) est un philologue romaniste et universitaire allemand.

## Biographie
Considéré comme le promoteur de l'« école de linguistique idéaliste » qui cherche à étudier ensemble l'évolution de la dimension morphologique (correction grammaticale et lexicale) et artistique (qualité littéraire et poétique) de la langue, son œuvre est un travail comparatiste de grande valeur portant sur les œuvres et les mouvements littéraires, au sein des aires linguistiques romanes (Italie, France, Provence, Espagne). Sa méthode consiste à resituer le sujet parlant dans son contexte sociologique historique, ce qui en fait un des fondateurs de la sociologie comparative historique.
Il s'intéressait également à la pensée italienne contemporaine, subissant notamment l'influence de Benedetto Croce. Vossler est également l'un des signataires du Manifeste des 93.
Un prix portant son nom (le Karl-Vossler-Preis) a été attribué de 1984 à 2002 par l'État libre de Bavière à des auteurs de publications scientifiques en langue allemande, reconnus pour leurs qualités littéraires.

## Œuvres
- (en) « The Ethical and Political Background of the Divine Comedy » in Mediaeval Culture: An Introduction to Dante and His Times, Vol. I, traduit par William Cranston Lawton, 1929 (réimpression 1958 par Frederick Ungar Publishing Co.)
- Ch. Vossler, Langue et culture de la France : histoire du français littéraire des origines à nos jours, traduit par Alphonse Juilland, Paris, Payot, 1923, in-8°
- Lettre espagnole à Hugo von Hoffmannstahl, 1924
- Dante
- Racine
- L'italien, le français, l'espagnol : leurs physionomies littéraires et linguistiques, 1926
- Lope de Vega et son temps, 1932
- Introduction à la littérature espagnole du Siècle d'or, Cruz y Raya, 1934
- (es) Filosofia del lengaje, Madrid, CSIC, 1941
- (de) « Isidore de Séville », in Aus der romanischen Welt, Karlsruhe, 1948, 2e édition (contient principalement une étude sur)

## Sources
- Karl Vossler et l'école néo-linguistique
- M. Bataillon, Karl Vossler, 1949